# Nils Lindh
Nils Erik Lindh (* 23. Oktober 1889 in Stockholm; † 6. Februar 1957 ebenda) war ein schwedischer Skispringer und Nordischer Kombinierer.
Lindh gewann 1913 seinen ersten Schwedischen Meistertitel von der Normalschanze. Diesen Erfolg wiederholte er 1918 und 1919. Lindh trat bei den Olympischen Winterspielen 1924 in Chamonix in der Kombination und im Skispringen an. Im Skispringen erreichte er mit 41,0 und 41,5 m den 9. Platz. In der Kombination schied er aus.